# 軀幹
軀幹（torso，trunk）是動物或人類身體的軸心，動物身體除頭頸部及肢體（包括翼、鰭）以外的軀體部分，皆屬軀幹。人體軀幹包括：胸部、腹部、盆部與會陰，包含了重要的身體器官。注意：在局部解剖學，臀部屬於下肢。

## 外觀
人體軀幹正面由胸部、腹部、盆部組成，包括胸肌、乳房（女性）、乳頭、腹肌、肚臍、陰莖（男性）、陰囊（男性）、陰戶（女性）。 軀幹底部中央為會陰，含排泄口肛門。 軀幹背部外觀，由上往下有背肌、脊椎等。 軀幹外觀上亦可見到部份體毛包括腋毛、胸毛、陰毛、肛毛等。

## 解剖學

### 結構
人體軀幹縱向以脊柱由後部支持。 軀幹頂部以鎖骨及肩胛骨形成關節連接上臂的肱骨，軀幹的上部由肋骨及肩胛骨等構成胸腔，為脆弱的肺部及心臟提供保護。 軀幹的下部以腰椎支持，連同軀幹底部以髖骨及骶骨構成的骨盆容納了心臟、肺、肝臟、脾臟、胰臟、腎臟、腸臟、膀胱及生殖器官等。
髖骨則以關節與大腿的股骨相連，在雙腿支持下，人類可以站立，步行，跳躍或奔跑。

### 主要器官
軀幹包括了人體賴以生存的重要身體器官，包括用來呼吸的肺，提供血液循環的心臟，消化系統的胃，胰腺，膽囊，肝，腸及肛門，泌尿系統的腎臟及膀胱，中樞神經系統延伸部分的脊髓以及生殖器官。

### 主要肌肉
軀幹包含的人體主要肌肉群有: 胸大肌、三角肌、前鋸肌、腹直肌、外斜肌、斜方肌、背闊肌、脊柱胸肌、肋間肌。